# Толленьйо
Толленьо (італ. Tollegno, п'єм. Tolëgn) — муніципалітет в Італії, у регіоні П'ємонт,  провінція Б'єлла.
Толленьо розташоване на відстані близько 550 км на північний захід від Рима, 65 км на північний схід від Турина, 2 км на північ від Б'єлли.
Населення — 2551 особа (2014).
Покровитель — San Germano.

## Демографія
Населення за роками:

Станом на 1 січня 2023 року в муніципалітеті офіційно проживав 141 іноземець з 26 країн, серед них 41 громадянин країн Євросоюзу та 7 громадян України.

## Сусідні муніципалітети
- Андорно-Мікка
- Б'єлла
- Пралунго
- Сальяно-Мікка